# Jakob Spalinger
Jakob Spalinger (* 18. Mai 1898 in Winterthur; † 13. März 1988 in Hergiswil) war ein Schweizer Ingenieur, Segelflugzeugkonstrukteur und Flugpionier.

## Leben und Werk

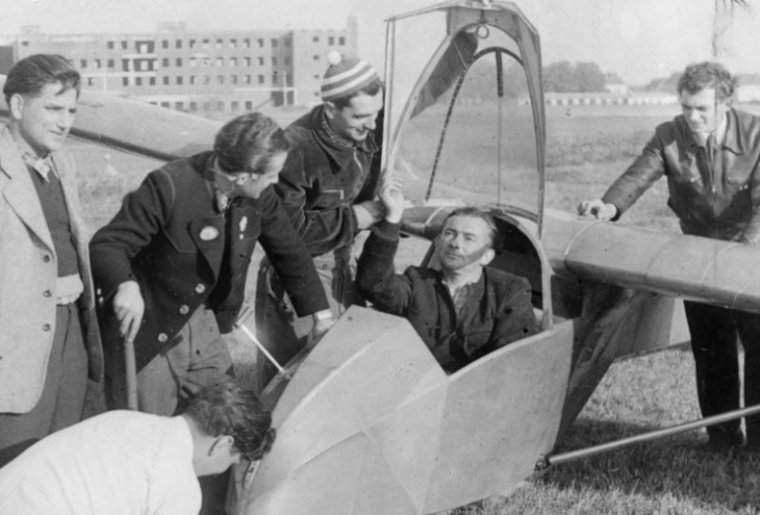
Segelflugzeug Spalinger S15, 1957

Spalinger baute schon im Alter von 12 Jahren sein erstes Gleitflugzeug und entwickelte 1911 einen Hängegleiter mit 8 m Spannweite. Nach dem Gymnasium in Winterthur besuchte er ab 1913 das dortige Technikum. Während des Studiums baute er die S1 (Spalinger 1), deren Erstflug 1919 in Dübendorf erfolgte.
1918 trat Spalinger in den Technischen Dienst der Zentralverwaltung des Schweizerischen Bundesamtes für Militärflugplätze in Dübendorf ein. Dort wurde er 1919 Zeuge beim Absturz von Oskar Bider. Anfänglich arbeitete Spalinger im elektrotechnischen Dienst und übernahm dann Spezialaufgaben in der Flugzeugmontage, der Motorenwerkstatt, im Prüfstand sowie in der Materialkontrolle. Später wurde er mit Berechnungs-, Zeichnungs- und Konstruktionsaufgaben betraut, entwarf ein Zweisitzer-Beobachtungsflugzeug, prüfte und begutachtete während des Zweiten Weltkriegs ausländische Flugzeuge und überwachte die Ersatzteilbeschaffung.
Bis 1945 konstruierte Spalinger 27 Grundtypen von Segelflugzeugen in 37 verschiedenen Ausführungen, einsitzig und zweisitzig mit Spannweiten zwischen 7 m und 17,7 m und oft mit den an Vogelflügel erinnernden Knickflügeln. Insgesamt wurden etwa 150 Flugzeuge gebaut, einige davon auch in Brasilien, Peru und Südafrika. Spalinger leitete 20 Jahre lang das Konstruktions- und Zeichnungsbüro, war engster Mitarbeiter des Chefs des Technischen Dienstes und wurde auch für Sonderaufgaben verwendet. Zum Jahresende 1959 wurde er als Dienstchef der Direktion der Militärflugplätze in Dübendorf in den Ruhestand versetzt.
In der Schweiz entstanden bis 1948 mehr von Spalinger entworfene Segelflugzeuge als von allen anderen schweizerischen Konstrukteuren zusammen: Ein Viertel aller in der Schweiz bis dahin zugelassenen Segelflugzeuge stammte von Spalinger. Am erfolgreichsten war die S18, von der seit 1936 mindestens 58 Exemplare gebaut wurden. Im Rahmen seiner Tätigkeit für den Schweizer Segelflug leitete er u. a. im Auftrag des Luftamtes den Flugbetrieb beim ersten Segelfluglager auf dem Jungfraujoch 1931 und war massgeblich an der Einführung des Flugzeugschlepps in der Schweiz beteiligt.
Spalinger war auch als Segelflieger erfolgreich. 1933 gelang ihm der erste Dauerflug von drei Stunden in der Schweiz. In Olten wurde er 1937 Sieger in allen Disziplinen bei der ersten Schweizer Segelflugmeisterschaft. 1939 absolvierte er erfolgreich einen Zielflug über eine Distanz von 120 km.